# Powiat Reutte
Powiat Reutte; Außerfern (niem. Bezirk Reutte) – powiat w zachodniej Austrii, w kraju związkowym Tyrol. Siedziba powiatu znajduje się w gminie targowej Reutte.

## Geografia
Powiat leży w Północnych Alpach Wapiennych, pomiędzy Alpami Algawskimi a Alpami Lechtalskimi. Dwa pasma oddziela od siebie dolina Lechtal. Na północnym wschodzie część powiatu wkracza na Ammergauer Alpen.
Powiat Reutte graniczy z następującymi powiatami: na północnym zachodzie z powiatem Ostallgäu (Niemcy), północnym wschodzie Garmisch-Partenkirchen (Niemcy), południowym wschodzie z powiatem Imst, południowym zachodzie z powiatem Landeck oraz na zachodzie z vorarlberskim powiatem Bregencja.
Gmina Jungholz jest enklawą praktyczną i znajduje się w niemieckiej strefie celnej, łączy ją z resztą kraju jedynie szczyt Sorgschrofen (1641 m n.p.m.), dzięki temu nazywana jest często kawałkiem Tyrolu w Allgäu.

## Podział administracyjny
Powiat podzielony jest na 37 gmin, w tym jedną gminę miejską (Stadt), jedną gminę targową (Marktgemeinde) oraz 35 gmin wiejskich (Gemeinde).
| Miasta 1. Vils (1507) Gminy targowe 1. Reutte (7163) | Gminy 1. Bach (653) 2. Berwang (630) 3. Biberwier (660) 4. Bichlbach (750) 5. Breitenwang (1469) 6. Ehenbichl (828) 7. Ehrwald (2606) 8. Elbigenalp (901) 9. Elmen (391) 10. Forchach (245) 11. Grän (621) 12. Gramais (40) 13. Häselgehr (675) 14. Heiterwang (539) 15. Hinterhornbach (93) 16. Höfen (1274) 17. Holzgau (387) | 1. Jungholz (291) 2. Kaisers (73) 3. Lechaschau (2085) 4. Lermoos (1146) 5. Musau (384) 6. Namlos (59) 7. Nesselwängle (459) 8. Pfafflar (93) 9. Pflach (1606) 10. Pinswang (418) 11. Schattwald (455) 12. Stanzach (517) 13. Steeg (661) 14. Tannheim (1163) 15. Vorderhornbach (268) 16. Wängle (979) 17. Weißenbach am Lech (1266) 18. Zöblen (247) |
| (stan liczby mieszkańców 1 stycznia 2023)            | | |

## Galeria

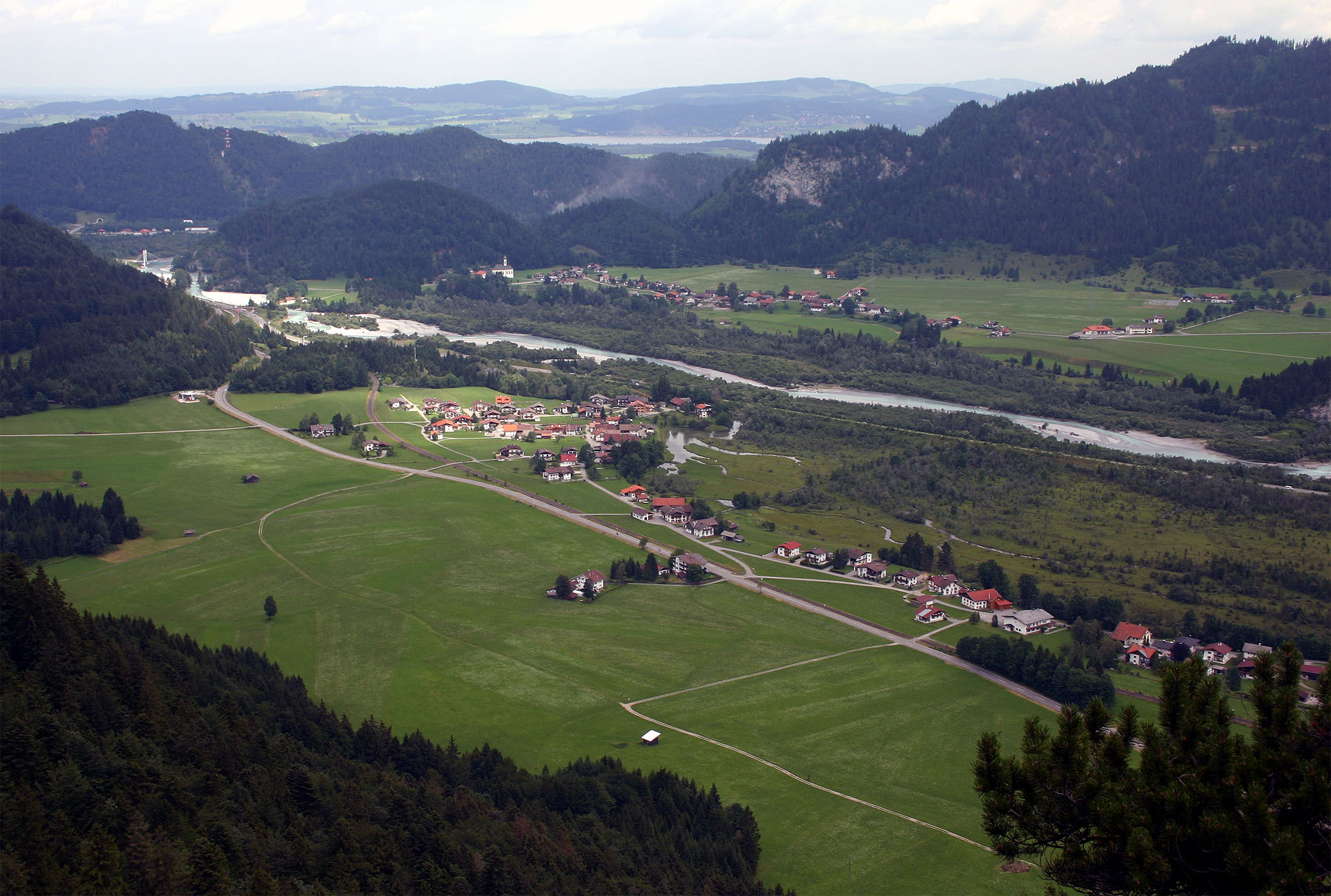
Lechtal w okolicach Pinswang
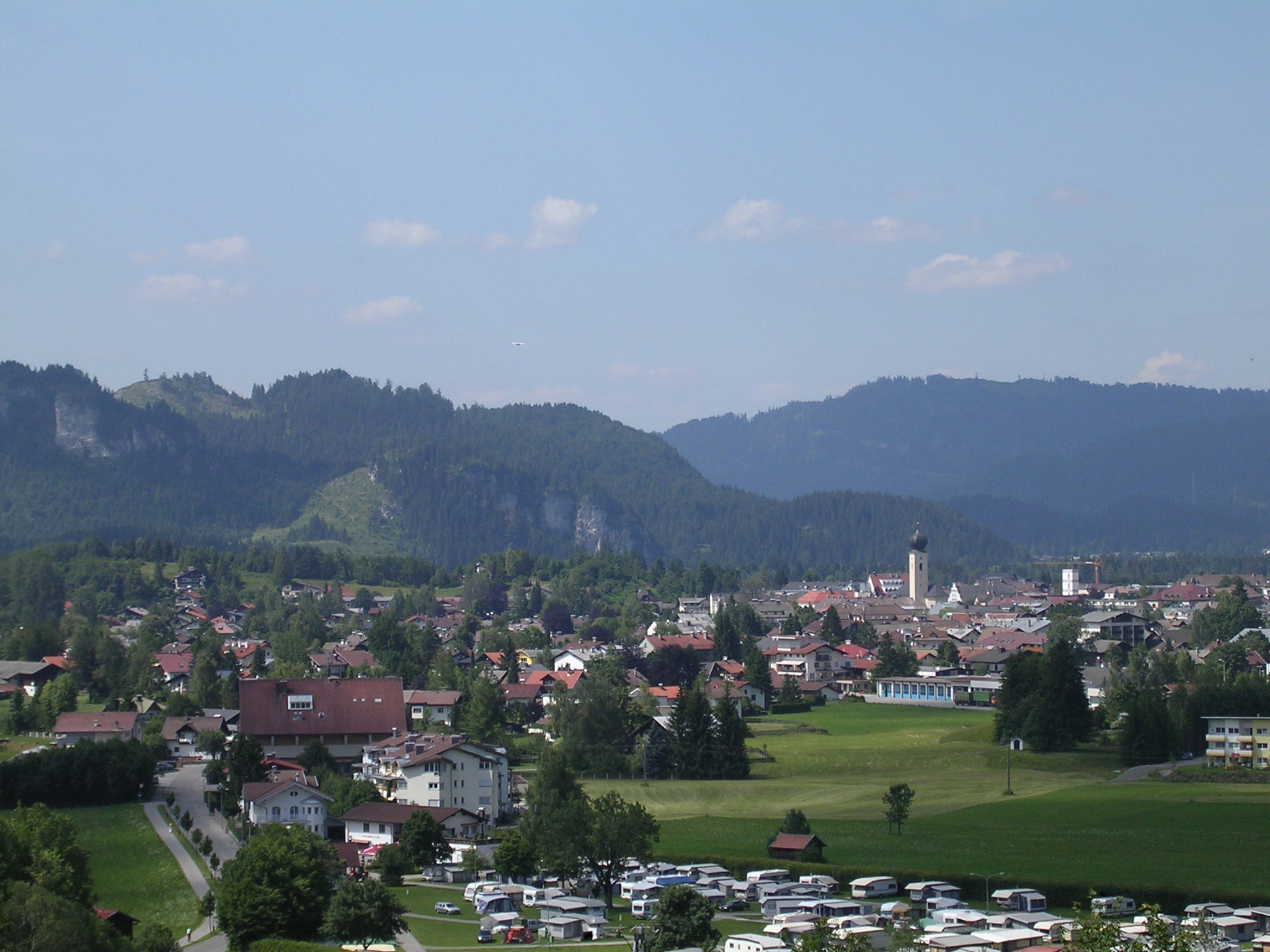
Reutte
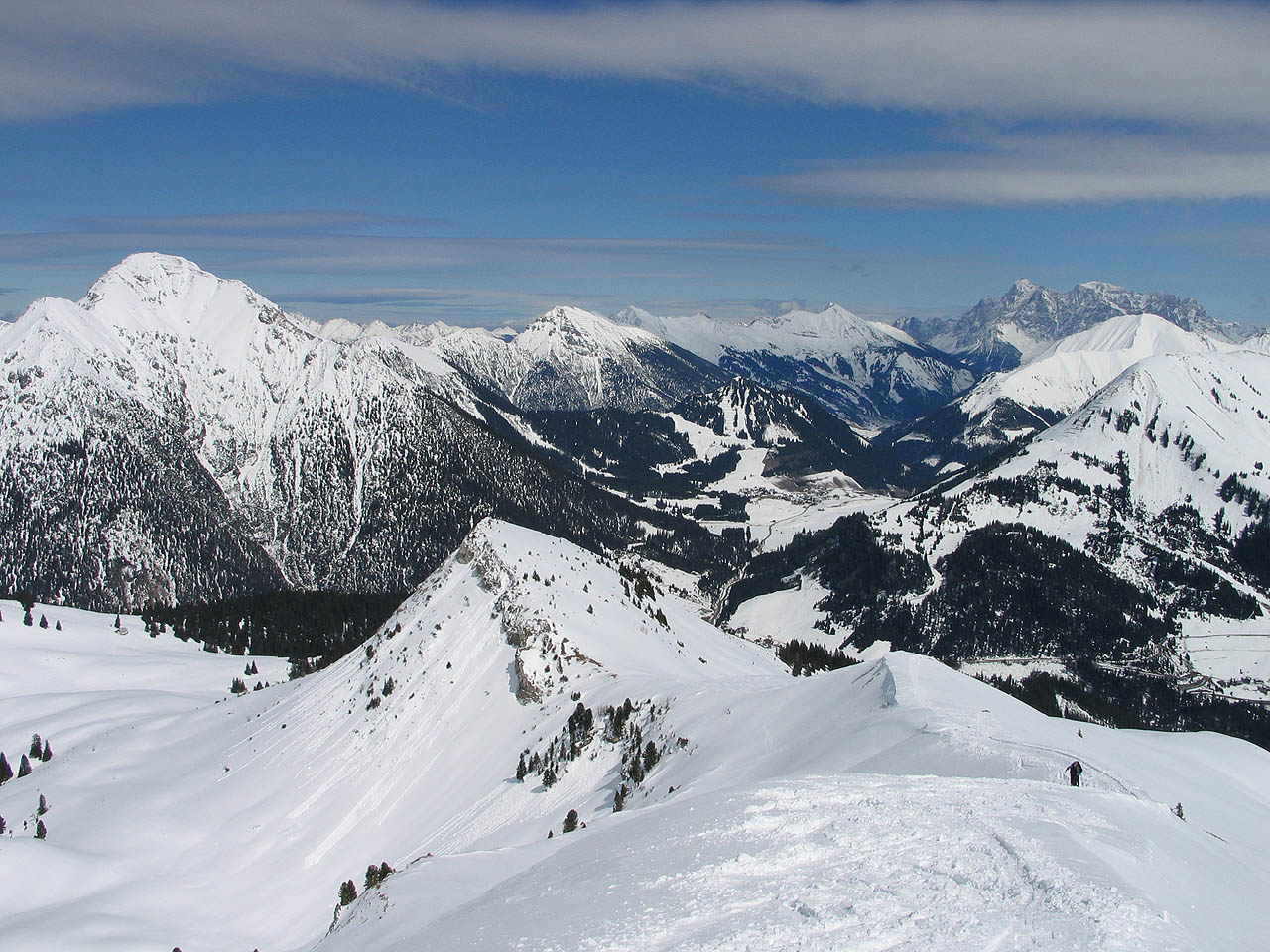
Ammergauer Alpen z Galtjoch